# Ulex salzmanni
Ulex salzmanni là một loài thực vật có hoa trong họ Đậu. Loài này được (Webb) Willk. miêu tả khoa học đầu tiên năm 1877.